# JR貨物ZD19D形コンテナ
JR貨物ZD19D形コンテナ（JRかもつZD19Dがたコンテナ）は、日本貨物鉄道（JR貨物）が保有する12ftコンテナである。2008年（平成20年）から、19D形コンテナを改造され作成されている。

## 構造
両側扉二方開きで、元の19D形と寸法は同一。死重積載専用で、機関車の性能確認用などに使用される。元の19D形の番号の先頭にZDと記入された以外変化ない。